# Parafia Opieki Matki Bożej Królowej Różańca Świętego w Tomsku
Parafia Opieki Matki Bożej Królowej Różańca Świętego w Tomsku – rzymskokatolicka parafia znajdująca się w Tomsku, w diecezji Przemienienia Pańskiego w Nowosybirsku, w dekanacie wschodnim. Parafię prowadzą jezuici.
Przy parafii działa szkoła katolicka.

## Historia
Powstanie i rozrost wspólnoty katolickiej w Tomsku wiąże się z kolejnymi zesłaniami mieszkańców Rzeczypospolitej Obojga Narodów, rozpoczętych już w XVII w., a od XIX w. także z przyjazdami dobrowolnych emigrantów. Pierwszym kapłanem katolickim działającym wśród syberyjskich katolików był o. Elizeusz Głębocki OFMCap, zmarły w 1798.
Od 1808 w Tomsku działali jezuici, którym udało się uzyskać zgodę carską na założenie tu parafii. W 1815 osiedlili się w mieście na stałe, jednak w 1820 car Aleksander I Romanow wygnał jezuitów. Na ich miejsce arcybiskup mohylewski Stanisław Bohusz Siestrzeńcewicz przysłał bernardynów (później w parafii pracowali m.in. dominikanie i księża diecezjalni). W 1832 wybudowano w Tomsku kościół. W 1863 został on powiększony z powodu wzrostu liczby parafian - w 1868 wynosiła ona ok. 14000 osób, rozsianych na dużym obszarze, w tym 27 przebywających na wygnaniu księży, którzy nie mogli pracować duszpastersko, z powodu zakazu wydanemu przez władze świeckie. Parafia stanowiła centrum kulturalne miejscowej Polonii.
Przed rewolucją październikową 1/3 mieszkańców Tomska była katolikami. W czasach komunizmu kościół był zamknięty. Parafia odrodziła się po upadku Związku Sowieckiego. Współcześnie frekwencja na mszach świętych stawia tomską parafię w czołówce syberyjskich parafii. Duża liczba katolików spowodowana jest zachowaniem przez ludzi tradycji katolickich w czasach sowieckich.